# Геологія Німеччини
Геологія Німеччини

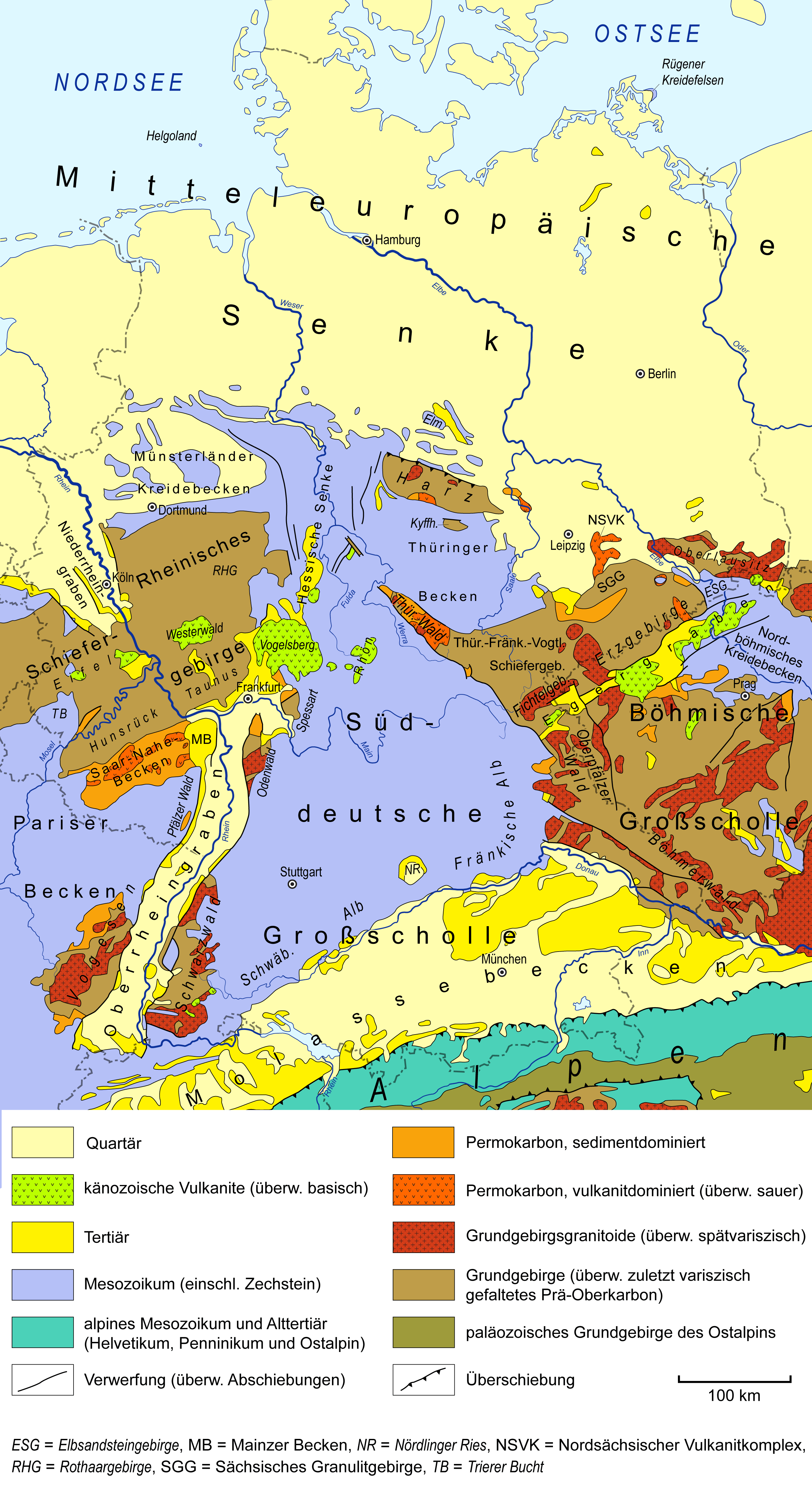
Спрощена версія геологічної мапи Німеччини. Середньоєвропейська рівнина має переважно четвертинні осадові породи (світло-жовтий колір). Тектонічні блоки земної кори на теренах центральної та південної Німеччини позначені блакитним (мезозой + цехштейн + рурський карбон) та коричневим кольорами (нижній карбон та давніші періоди). На півдні вони закінчуються Альпами.

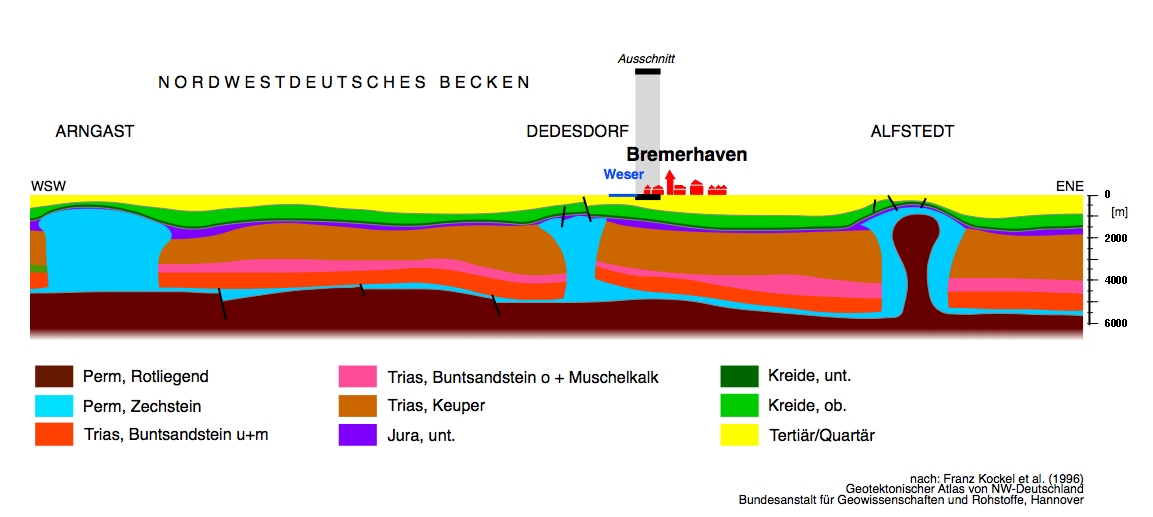
Геологічний розріз Північно-західного басейну Німеччини

Територія ФРН розташована в межах молодої Середньоєвропейської платформи (на півночі) і герцинської складчастої області (на півдні). 
Фундамент Середньоєвропейської платформи на півночі каледонського віку, південніше — герцинського, залягає на глибині 1-8 км. Осадовий чохол представлений карбонатними, піщано-глинистими відкладами девону і карбону, строкатими за літологічним складом товщами пермі і тріасу, з евапоритами яких пов'язані родовища калійної і кам'яної солей, та піщано-глинистими породами юри, крейди і кайнозою. На півдні платформні області обмежені Середньоєвропейською герцинською складчастою областю (родовища залізо-марганцевих і поліметалічних руд, бариту, плавикового шпату), які поділяються на 6 зон. Зона передових прогинів виконана потужною (до 5,5 км) вугленосною формацією середнього і верхього карбону (Рурський вугільний басейн). Реногерцинська зона (Рейнські Сланцеві гори і Гарц) складена потужною сланцево-флішевою товщею девону — нижнього карбону з прошарками вулканітів і невеликими плутонами гранітоїдів. Середньонімецька кристалічна зона, що відокремлює Саксо-Тюрінгську зону від Реногерцинської, представлена метаморфічними сланцями, ґнейсами і гранітами пізньодокембрійського віку, які утворюють куполи. Саксо-Тюрінзька зона складена глинистими сланцями і флішами ордовика, нижнього карбону, серед яких є купольні підняття докембрійських кристалічних гірських порід. Зона центр. підняття, що виступає на захід і південний захід ФРН (Шварцвальд, Баварський Ліс, Ялицеві гори), складена докембрійськими ґнейсами і кристалічними сланцями, які вгору по розрізу переходять у філіти і метаморфізовані ефузиви верхів ріфею. Крайній південь країни займає область альпійської складчастості, яка охоплює складені мезозойськими карбонатами зовнішні зони Східних Альп (родовища поліметалічних, мідних і уранових руд) та Передальпійський крайовий прогин (моласовий басейн), з яким пов'язані родовища нафти і газу. Шоста зона — територія Східної Німеччини, яка примикає до південно-зах. краю древньої Східно-Європейської платформи і перекрита четвертинними відкладами, в основному плейстоценовими льодовиковими, серед яких переважають моренні, флювіо-гляціальні і алювіальні утворення потужністю до 300 м. Мезозойські відклади оголені на півночі на о. Рюген (крейда), на півдні північніше Гарцу і в Тюрінгії (тріас); палеозойські — на Флехтінгенських висотах (карбон-перм), в Гарці (силур-перм), в Тюрінгському Лісі, Тюрінгських Сланцевих горах і Рудних горах (кембрій-перм); метаморфічні утворення протерозою не давніші 1 млрд років — в основному в Рудних горах і Оберлаузіце. З відкладами платформного чохла пов'язані поклади бурого вугілля, калійних солей, мідистих сланців, нафти і газу, з варисційськими спорудами — свинцево-цинкових, залізних, уранових і інших руд.
Територія ФРН в межах Середньоєвропейської платформи практично асейсмічна, в південних гірських районах сейсмічність слабка.